# 1990年吉隆坡—加叻大道交通事故
1990年吉隆坡－加叻大道交通事故（英語：1990 Kuala Lumpur–Karak Highway crash），是于1990年2月28日发生在马来西亚雪兰莪州鹅唛县的一起高速公路连环相撞事故，造成16人丧生，其中包括11名联邦后备队员。当时一辆巴士与一辆油罐车、防暴警察车辆、一辆卡车、两辆德士和六辆汽车在吉隆坡—加叻大道30.9公里处相撞，地点距离云顶隧道约5公里，位于雪兰莪和彭亨的边界。许多往返吉隆坡的车辆被困在大规模的交通堵塞中长达五小时。这是自加叻大道通车以来马来西亚最严重的高速公路事故。

## 死者
此次交通事故造成16人丧生，其中包括11名联邦后备队警员（镇暴队），以及5名平民。
1. 赫米（Helmi Ismail），伍长，40岁
2. 沙益（Saaid Hassan），伍长，45岁
3. 苏海米（Suhaimi Lazim），巡伍长，40岁
4. 莫哈末拉查利（Mohd. Razali Bidin），警员，34岁
5. 拉萨（Razak Sharif），警员，34岁
6. 旺马兹兰（Wan Mazlan Sitam），警员，32岁
7. 莫哈末拉京（Mohd. Lazim Admin），警员，25岁
8. 莫哈末桑（Mohd. Som Puteh），警员，28岁
9. 莫哈末桑苏汀（Mohd. Shamsudin Hamad），警员，28岁
10. 沙查里胡申（Sazali Hussein），警员，30岁
11. 吴国强（Goa Kok Keong），警员，26岁
12. 李宝坤，德士司机，35岁
13. 阿兹拉萨，巴士司机，35岁
14. 查连德拉查沙，德士乘客，35岁
15. 阿奴姆汀，36岁
16. 勒妮莎，60岁

## 反应
首相马哈迪·莫哈末在夫人茜蒂哈斯玛以及卫生部长黄俊杰的陪同下到访吉隆坡中央医院约两个小时并会见了伤者及家属。马哈迪接受记者采访时建议重型车辆驾驶员应进行某些演习，以应对紧急情况。他表示，此类培训非常重要，因为驾驶员知道在出现刹车失灵等技术故障时该怎么做。